# Den sexige sonen

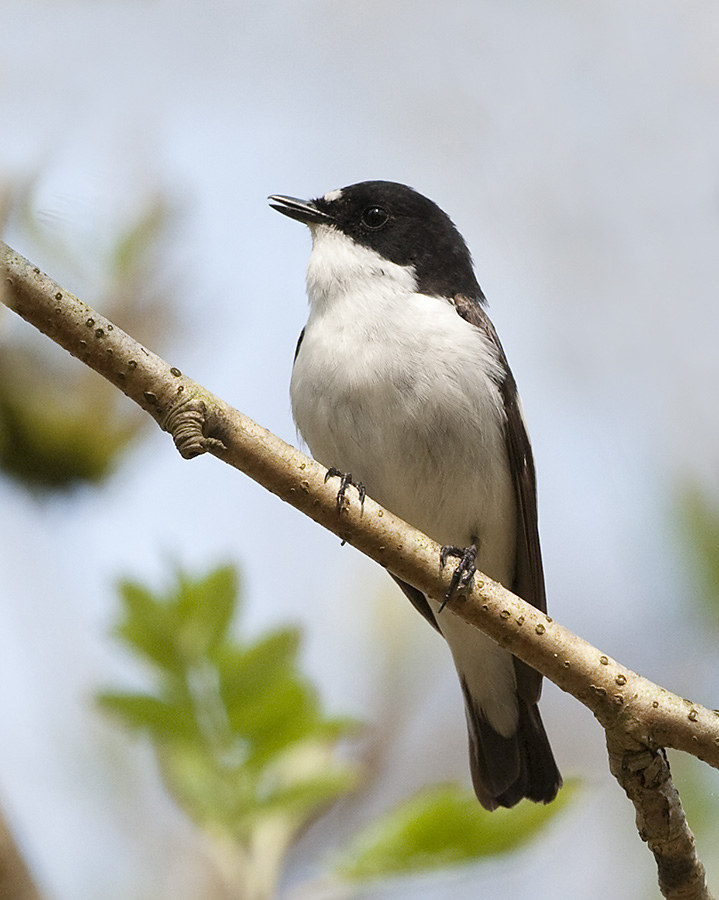
Svartvit flugsnappare

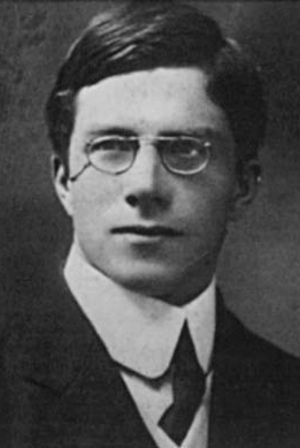
Ronald Fisher 1912

Den sexige sonen är en hypotes gällande evolutionsbiologi och sexuell selektion som togs fram av Patrick J. Weatherhead och Raleigh J. Robertson vid kanadensiska Queen's University 1979. Den säger att en honas idealiska partnerval, bland andra potentiella hanar, är den vars gener ger upphov till hanliga avkommor med bäst chanser att fortplanta sig. Detta innebär att andra förmåner som hanen kan erbjuda honan eller avkomman är mindre relevanta än de kan verka, inklusive hans förmåga till omsorg om avkomman, hans territorium och eventuella parningsgåvor(en). Fishers princip innebär att könsförhållandet (utom i hos eusociala insekter) alltid är nära 1:1 mellan hanar och honor. Eftersom hanar kan få mycket fler avkommor än honor är den viktigaste faktorn för att sprida en honas gener hennes "sexiga söners" framtida avelsframgångar. Det är troligare att de får ett stort antal avkommor med kopior av hennes gener om de har en promiskuös far. Denna sexuella urvalshypotes har undersökts hos arter såsom svartvit flugsnappare.

## Sammanhang
Honornas parningspreferenser anses allmänt vara det som driver den evolutionära utvecklingen av hanars sekundära könskarakteristika.
Ronald Fishers princip, som publicerades i hans bok The Genetical Theory of Natural Selection, är en av flera möjliga förklaringar till djurens mycket mångsidiga och ofta häpnadsväckande utsmyckningar. Om honor väljer fysiskt attraktiva hanar tenderar de att få fysiskt attraktiva söner, och därmed fler barnbarn, eftersom andra honor föredrar hennes attraktiva, sexiga söner. Teorin fungerar oavsett vilken fysisk eller beteendemässig egenskap som en hona väljer, så länge den är ärftlig och varierar mellan hanarna eftersom det är den attraktiva egenskapen i sig som honorna är ute efter och inte vilka sidoeffekter den har. Med tiden kommer honor som väljer hanar med dessa sekundära könskarakteristika att få söner som bär alleler för egenskapen och döttrar som bär alleler för att föredra egenskapen. Detta skapar en genetisk koppling som kommer att leda till en självförstärkande samevolution gällande både egenskap och preferens. Sexuellt urval genom direkta och / eller indirekta fördelar samt sexuell konflikt avgör utvecklingen av parningssystem hos djur.
I sitt ursprungliga sammanhang handlar Weatherheads och Robertsons "smala sexiga sonhypotes" om parningssystem med omsorg från båda föräldrarna. I dessa parningssystem får honor som parar sig med en polygyn hane normalt mindre stöd att ta hand om avkomman än honor som parat sig med en monogam hane. Avkommans minskade överlevnadschanser måste kompenseras av att de "sexiga sönerna" bland dem får ännu större avkomma. Å andra sidan omfattar en "sexig sonhypotes i den breda bemärkelsen" både polygyni och promiskuösa parningssystem, med och utan vård från båda föräldrarna. Alatalo (1998) hävdar att honors preferens för egenskaper hos hanen som ärligt visar hans genetiska kvalitet kan utvecklas även om de indirekta fördelarna för avkomman är liten. Ett liknande argument kan göras för den sexiga sonhypotesen om partners till attraktiva hanar inte lider av några direkta negativa konsekvenser.

## Sexuell konflikt

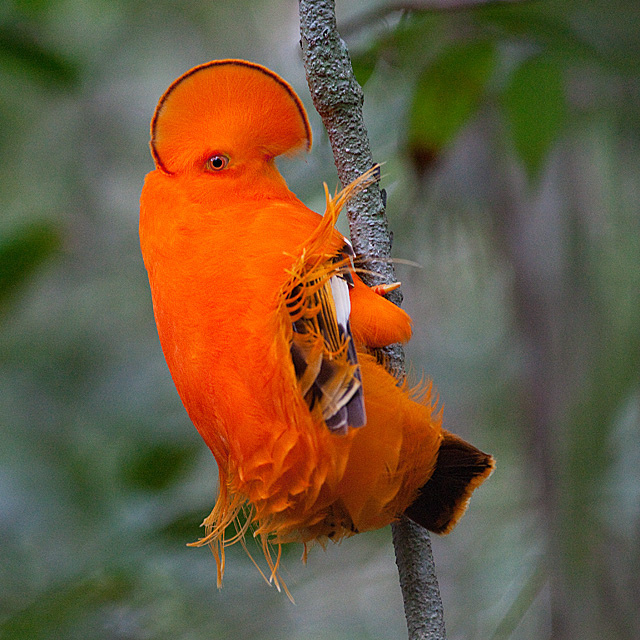
Guldklippfågel

Sexuell konflikt avser de motstridiga målen för reproduktion hos hanar och honor. Den beskriver de olika skillnaderna mellan hanar och honor för att maximera deras chanser att föröka sig. Från den ena partners synvinkel vore det bästa att den andra partnern tar hand om ungarna och därmed frigör dennes egna resurser (t.ex. tid och energi) som hon / han – men vanligtvis han – kan investera i ytterligare sex som kan skapa ytterligare avkomma. I polygyna parningssystem innebär sexuell konflikt att den manliga reproduktionsframgången maximeras genom att han parar med flera honor, även om reproduktionsframgången för en enskild hona därmed minskar. Så kan vara fallet för guldklippfågeln, vars hanar tillbringar största delen av sin tid och energi med att upprätthålla sin fjäderdräkt och försöker para sig med så många honor som möjligt. Honor lägger å andra sidan ner sin tid på att bygga och underhålla boet där de kommer att lägga sina ägg och föda upp ungarna.

## Teorin om goda gener
Teorin om "goda gener" säger att honor väljer hanar som har genetiska fördelar som ökar avkommans överlevnadschanser.  Detta kompenserar för att honorna är kräsna och får färre avkomma än om de hade varit promiskuösa. Den goda genhypotesen för polyandri säger att när honor möter bättre hanar än sina tidigare hanar så parar de sig igen för att befrukta sina ägg med den bättre hanens spermier.
Dyngbaggar som har valt partners med bättre genuppsättning tenderar att få avkomma som överlever längre och är mer kapabla att reproducera sig än de som inte väljer partners med kvalitetsgener. Detta antyder att det är fördelaktigt att noga välja partner.
En annan studie konstaterar att gaffelantilophonor deltar i ett uppenbart och energikrävande partnertest för att identifiera starka hanar. Även om varje hona väljer hane var för sig är resultatet att en liten del av hanarna blir fäder. Kalvar från attraktiva hanar hade högre överlevnad till avvänjning och upp till fem års ålder, tydligen beroende på snabbare tillväxt. Eftersom gaffelantilophanarna inte har påkostade ornament, drar författarna slutsatsen att honors preferenser för goda gener kan uppstå i frånvaro av uppenbara ledtrådar om goda gener som ger sexuell selektion exempelvis en praktfull hornprydnad. 
Hypotesen om den sexiga sonen är nära besläktad med teorin om goda gener och Fishers urvalsprocess. Precis som teorin om goda gener antar hypotesen om sexiga söner att det finns indirekta genetiska fördelar som gör att färre avkommor av högre kvalitet kan leda till fler barnbarn. Den viktigaste skillnaden mellan teorin om goda gener och hypotesen om sexiga söner är att den senare utgår från att det finns en indirekt effekt på grund av sönernas attraktionsförmåga, medan teorin om goda gener fokuserar på både söners och döttrarnas livskraft. Emellertid är "attraktivitet" inte snävt definierad, och det kan innebära varje drag som ökar en hanes sannolikhet för att para sig med flera honor.

## Spermiemodeller

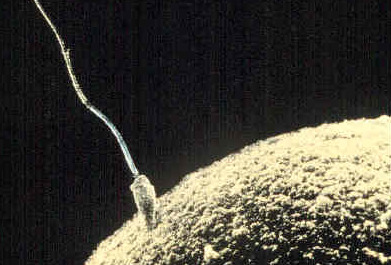
Den framgångsrika spermien är den som smälter samman med ägget.

Modeller med goda spermier förutsäger att det finns ett genetiskt samband mellan en hanes spermiers konkurrenskraft och den allmänna livskraften hos hans avkommor,  medan teorier om sexiga söners spermier förutspår att honor med flera parningar får fler barnbarn.

## Mänsklig sexuell aktivitet
Den sexiga sonhypotesen har också framförts som ursprunget till vissa aspekter av mänsklig sexuell aktivitet. Speciellt har forskning om hypotesen om ägglossningsskiften visat att under de mest fruktbara tiderna i menstruationscykeln lockas kvinnor mer till de till mer maskulina och fysiskt attraktiva männen, och till män vars fysiska egenskaper indikerar en högre exponering för testosteron under viktiga utvecklingsfaser. Under resten av menstruationscykeln, när kvinnor är mindre fertila, tenderar de att vara mer lockade av män med något mer feminina ansikten. Emellertid är metodologin bakom dessa studier omstridd.